# 얀센제약

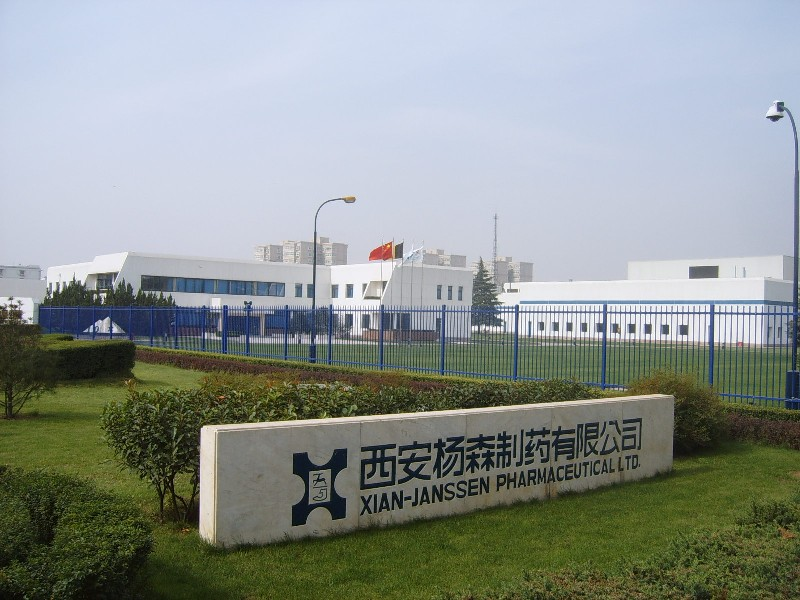

얀센제약(Janssen Pharmaceuticals)은 벨기에에서 창립된 제약회사로 신약개발과 백신 등 제약산업 전반에서 글로벌화된 대규모기업이다. 통상적으로 얀센이라고 부른다.

## 역사와 한국관련사업
1953년 폴 얀센 박사(1926-2003)가 창립했다. 벨기에 비어스에 본사가 있다. 1961년 미국 존슨앤드존슨 그룹이 인수하여 그 계열사가 되었다.
1983년 미국의 존슨앤드존슨과 대한민국의 유한양행의 합작으로 외국계 제약 기업인 한국얀센을 설립했다. 2019년 현재 유한양행은 대한민국 1위 제약회사이다.
1985년 얀센제약의 중국법인 시안얀센(西安杨森)를 설립 하였다.
1991년 비듬치료제 니조랄 한국에서 출시되었다
1993년 한국씨락이 폐업이 되었지만 의약품을 인수하였다
1998년 10월 28일, 녹십자가 전액 출자하여 얀센백신을 설립됐다.
인구 약 1100만 명의 벨기에는 경상도만 한 크기다. 이 작은 나라가 글로벌 신약의 5% 정도를 개발하고 있다. 이런 경위로 세계보건기구(WHO)의 100대 핵심 의약품 중 5개가 벨기에에서 개발됐다. 한국 정부는 신약개발의 전체 R&D 투자액 중에서 고작 8%만 책임졌다. 벨기에(40%), 미국(37%), 일본(18%)과 비교하면 매우 낮은 수준이다.
폴 얀센 박사의 얀센제약으로 제약산업을 시작한 벨기에는 원천징수세 80% 면제 등의 세제 지원과 행정절차 간소화를 통한 정부의 강력한 지원으로 10여년 만에 명실상부한 신약 강국으로 부상했다.
2012년 설립된 JCI는 다국적 제약사 얀센의 산하 조직으로 신약 개발에 필요한 임상시험을 더 효과적으로 하는 방법을 연구한다. 미국과 벨기에에 사무실을 두고 있다.
2016년 영국 AI기업 베네볼런트와 독점 라이선스 계약을 체결한 다국적 제약사 얀센은 임상 단계의 신약 후보물질을 평가하는데 AI를 적용해 난치성 질환 치료제를 개발하고 있다. 얀센은 이를 기반으로 2017년 임상 2상에 들어간다는 계획이다.
2018년 8월 2일, 존슨앤드존슨 그룹이 35년 된 한국얀센 향남공장 철수를 결정했다. 한국얀센 관계자는 "한국얀센의 주력품목이 항암제, 면역주사제 등으로 바뀌었고 앞으로 고형제 생산량이 크게 증가하지 않을 것으로 예상돼 향남공장 철수를 결정했다"고 말했다. 존슨앤드존슨 그룹도 비록 향남공장은 철수하지만 인천 공장에 항암제 생산 라인을 구축하는 등 추가 투자를 계획 중이다.
2018년 11월 3일, 유한양행은 폐암 치료 신약 '레이저티닙(개발명 YH25448)'을 글로벌 제약사 존슨앤드존슨(J&J)의 자회사인 얀센바이오테크(Janssen Biotech)에 1조 4000억원 규모로 기술수출하는 계약을 체결했다.
2019년, 존슨앤드존슨 그룹이 자회사인 얀센백신에 대규모 배당에 나섰다. 얀센백신은 2018년 창사 이래 처음으로 703억원의 중간배당을 집행했다. 얀센백신은 지난해 큰 폭의 영업손실이 났는데도 대규모 배당에 나서면서 한국 철수를 염두에 둔 행보가 아니냐는 관측이 제기된다.

## 같이 보기
- 레이저티닙